# Wattam
Wattam — платформер-головоломка, разработанная независимой студией Funomena и выпущенная Annapurna Interactive. Игра вышла 17 декабря 2019 года на платформах
PlayStation 4 и Windows. Игра представляет собой серию головоломок, где можно переключаться между разными персонажами — антропоморфными предметами, чтобы выполнять задания и квесты. Основная цель — восстановить мир после катастрофы и вернуть ему цветущее состояние.
Разработкой Wattam занимался Кэйта Такахаси, известный за создание игры Katamari Damacy. Он придерживался философии того, как совершенно разные люди объединяются перед лицом общей проблемы. Такахаси столкнулся со значительными проблемами при разработке, разругавшись с соучредительницей студии Робин Ханике. Игру изначально должна была выпускать Sony, но затем Такахаси заключил контракт с Annapurna Interactive.
Игра получила смешанные отзывы. Критики хвалили Wattam за её фирменный стиль Такахаси, яркий и странный мир и в целом хвалили саму концепцию игрового процесса. Однако ругали за короткое прохождение, проблемы с управлением, монотонность действий и прочих проблем, связанных с игровым дизайном.

## Игровой процесс
Wattam представляет собой головоломку, в которую можно играть как в одиночном, так и многопользовательском режиме. Игрок должен подружиться с разными обитателями восстанавливающего после катастрофы мира — антропоморфными деревьями, цветами, ртами, камнями, какашками и другими предметами. С ними можно держаться за руки, раскрывать секреты, решать головоломки и играть в мини-игры. Каждый персонаж имеет свою мелодию, которые можно комбинировать.
Согласно сюжету, действие происходит в мире, только что разрушенным и опустошённым некой злой сущностью. Игра начинается с оказавшегося в одиночестве кубика-мэра, который начинает знакомиться с новыми персонажами. Со временем в этот мир на летающих кораблях прибывают другие существа. По мере выполнения квеста, окружающий мир постепенно наполняется жизнью. Особенность игрового мира заключается в том, что почти все объекты в нём — живые антропоморфные существа, будь то камни, деревья или предметы, части тела. Игрок может свободно переключать управление между персонажами, иначе они свободно бродят по игровому пространству, занимаясь своими делами. Каждый персонаж в игре выполняет свою роль и требуется для выполнения определённых задач или головоломок. Например дерево может поглощать других персонажей и выращивать из них еду.

## Разработка
Разработкой игры занимался Кэйта Такахаси, известный за создание игры Katamari Damacy. Такахаси заметил, как всегда хотел создать игру, которая заставила бы заметить, на сколько «наша обычная жизнь прекрасна». Во всех своих играх разработчик придерживается философии совмещения серьёзности и глупости, называя это отражением собственной личности. Ещё до начала разработки Wattam, Такахаси покинул Японию, где он работал на Namco, чтобы переехать в Ванкувер, Канаду и сосредоточится на разработке инди-игр, в частности Glitch. После этого Такахаси переехал в Сан-Франциско и был потрясён количеством бездомных в городе. Это помогло ему определиться с философией будущей игры, где, где разные люди собираются вместе перед лицом общей проблемы. Разработчик придерживается во всех своих играх общего яркого и минималистского стиля, также заметив, что скучает по временам, когда все играли на приставке PlayStation 2.
Игра была изначально анонсирована в декабре 2014 года, как эксклюзив для PlayStation 4. Она должна была быть разработана совместно Funomena с Santa Monica Studio и опубликована Sony Interactive Entertainment, однако в октябре 2016 года стало известно, что Sony больше не участвовала в разработке. В августе 2017 года было объявлено, что издателем выступит Annapurna Interactive, а также, что игра будет также выпущена на Windows.
Такахаси столкнулся со значительными трудностями при разработке игры. Изначально он создавал Wattam вместе с Робин Ханике, с которой учредил студию Funomena, но поссорился с ней из-за совершенно разных взглядов на дизайн и разработку игры. В итоге они построили физическую баррикаду в своём офисе, чтобы как можно меньше пересекаться друг с другом. Хунике отказалась от участия в разработке игры, чтобы сосредоточится на управлении студией. Когда Sony прекратила сотрудничество с Funomena, студия объявила о роспуске. Всё вышеперечисленное привело к производственному аду, сама игра разрабатывалась пять лет.

## Восприятие
| Сводный рейтинг    | Сводный рейтинг        |
| Агрегатор          | Оценка                 |
| ------------------ | ---------------------- |
| Metacritic         | PC: 73/100 PS4: 72/100 |
| Иноязычные издания |                        |
| Издание            | Оценка                 |
| Destructoid        | 8,5/10                 |
| Edge               | 7/10                   |
| Game Informer      | 7,25/10                |
| GameSpot           | 7/10                   |
| IGN                | 8/10                   |

Wattam получила смешанные отзывы со стороны игровых критиков, чья средняя оценка по данным агрегатора Metacritic составила 72 и 73 балла для персональных компьютеров и PlayStation 4 соответственно. Wattam была номинирована в категории лучшей игры для семьи, лучшего игрового дизайна и лучшей музыки на вручении BAFTA.
Часть критиков оставили положительные отзывы об игре. Например журналист CD-Action назвал Wattam самой милой игрой, в которую он играл в последние годы и она напомнила ему Chuchel. Критик похвалил игру за её абсурдное чувство юмора, простые головоломки, очаровательных существ и то, как музыка отлично передаёт хаотичный настрой в игре. Тем не менее игра получилась довольно короткой, и в неё неудобно играть с контроллерами.
Том Маркс с сайта IGN заметил, что игру не возможно причислить к какому либо игровому жанру, только сравнивать, в этом случае Wattam можно назвать своего рода головоломкой от третьего лица. Критик похвалил представленный мир, в котором по сути каждый предмет — это игровой персонаж, он признался, что испытывал истинное удовольствие, исследуя этот странный и дружелюбный мир. Сами по себе головоломки не сложны, сама игра длится также не долго, но подкупает своей абсурдностью. Wattam заполнена пасхальными яйцами и уникальными действиями, не позволяя игроку уставать от выполнения однотипных действий. Игру портит сложность управления, особенно при смене контроля между персонажами, но так как она не требует быстрой смены управления, это не критично.
Критик The Gamer заметил, что в Wattam явно заметно наследие таких игр, как Katamari Damacy и Noby Noby Boy, повторяя формулу очаровательного, но безумного мира. Сама Wattam чувствуется скорее коробкой из под игрушек, нежели компьютерной игрой или телешоу о «Телепузиках» с его наивным и глупым повествованием. После начальной игровой фазы, которая способна сразить игрока своим вайбом безумия и очарования, игрок непременно начинает замечать, что выполняет монотонные и рутинные действия, и наступает момент разочарования. Критик заметил что начиная с этого момента игра значительно уступает той же Katamari Damacy. Также опыт от прохождения сильно портит неудобное управление, проседание кадров в некоторых моментах, неудобное перемещение камеры, порой невыносимо медленная скорость перемещения персонажей и в целом привередливое и не интуитивное управление. Даже при наличии фирменного стиля Такахаси и в целом очень интересной задумки, сама игра получилась сырой и несбалансированной в плане головоломок. Она отпугнёт некоторых игроков своим «детским» стилем, но при этом некоторые её головоломки слишком сложны даже для взрослых, не говоря уже о детях.